# Terminal Salineiro de Areia Branca
O Terminal Salineiro de Areia Branca - Luís Fausto de Medeiros  (Tersab), mais conhecido como Porto-Ilha de Areia Branca, é um porto localizado no Oceano Atlântico, próximo ao litoral do Rio Grande do Norte. Fica localizado a 7,24 milhas náuticas (aproximadamente 13,40 km) da costa de Areia Branca, a 330 km da capital estadual, Natal.

## História
Inaugurado em 2 de setembro de 1974, é administrado pelo Consórcio Arrendatário Intersal, formado pelas empresas Intermarítima e Salinor.  
A construção do porto resultou da necessidade de suprir a demanda de sal marinho no mercado interno brasileiro. Dentre as hipóteses analisadas prevaleceu a da execução do sistema ilha artificial, sendo o projeto elaborado pela empresa norte-americana Soros Associates Consulting Engineers. 
Foi administrado desde a sua inauguração até o ano de 2022 pela Companhia Docas do Rio Grande do Norte (Codern).
Em novembro de 2021, em leilão promovido pela Agência Nacional de Transportes Aquaviários (Antaq) na Bolsa de Valores B3, o Terminal Salineiro de Areia Branca foi arrendado por R$ 100 mil pelo Consórcio Intersal, que vai operá-lo pelo prazo de 25 anos. Com o arrendamento, devem ser investidos cerca de R$ 164 milhões ao longo desse período.

## Área de Influência
Todo o sal movimentado no porto-ilha é oriundo das salinas do Rio Grande do Norte, principalmente as de Macau, Mossoró e Areia Branca.

## Acessos
Rodoviário – a cidade de Areia Branca está interligada por meio de rodovias federais e estaduais a diversos municípios do Rio Grande do Norte e ao estado limítrofe do Ceará. As RN-012 e RN-013 alcançam a BR-304, permitindo atingir Natal e Fortaleza. A BR-110 liga Areia Branca a Mossoró e daí a várias partes da região.
Marítimo – localizado em mar aberto, o porto-ilha não possui barra definida. O canal de acesso tem comprimento aproximado de 15 km, profundidade mínima de 11m e largura variável entre 400m e 1.000m.

## Recorde de produção do Terminal Salineiro
O Terminal Salineiro de Areia Branca (Porto Ilha) teve seu melhor ano de produção o ano de 2001, onde embarcou 2.526.755,2 toneladas de sal a granel, atendendo demanda do mercado interno e externo. Nesse mesmo ano, a carga manuseada total foi de 5.002.538,7 toneladas de sal a granel, sendo 2.475.783,5 toneladas de sal representando a carga desembarcada no Porto. [Dados oficiais]
Em 2021, foram embarcadas 1.986.590 toneladas de sal no Terminal Salineiro.